# 李组才
李组才，（约1880—1968年10月28日），又作李祖才，清末民国金融家、实业家，曾开办天津历史上首家外贸行。

## 生平
清宁波府镇海县人，生于光绪年间，出自小港李家。兄李组绅为清末著名矿业实业家，是津门大买办叶星海外甥，沪上巨商李徵五之侄儿。
初在天津洋行任职，后升任英商信记洋行（Eastern Trading Co.）买办。又任美商美豐洋行買辦。入北洋政府任职，任山东查办使。1918年，接办北京六河沟煤矿任总办。同年与叶星海合资创设利济贸易公司，是天津历史上首家外贸商行，自任总经理，曹汝霖、陸宗輿亦有投资。1919年10月，又与李祖绅、虞洽卿在北京成立利济出入口贸易行。1923年再与叶星海合资盘下英资兴茂洋行，取名天津打包股份有限公司，成为首家华资打包厂商。亦投资保黎医院。1928年与叶庸方在天津创办《商报》。1948年随兄李组绅移居香港，在香港从事外贸经营。